# Listă de muzicieni anarhiști
Aceasta este o listă de muzicieni anarhiști.

## A
- Jude Abbot (??—): cântăreț englez; interpretează punk rock; membru al formației anarcho-punk, Chumbawamba (1996—prezent).[1]
- Sid Ation (??—): baterist englez; interpretează punk rock; fost membru al Flux Of Pink Indians.[2]
- Sherman Austin (1983—): rapper american; interpretează hip hop.

## B
- Louise Bell (??—): chitarist englez; interpretează punk rock; fost membru al Flux Of Pink Indians.[2]
- Pascal Benvenuti (1980—): cântăreț, chitarist și multi-instrumentist francez; interpretează jazz punk și folk punk; membru actual al formației Les Louise Mitchels și occasional membru al formației anarcho-punk/folk punk band Ghost Mice (2002—prezent).[3]
- Derek Birkett (??—): basist englez; interpretează punk rock; fost membru al Flux Of Pink Indians.[2]
- Johnny Blackburn (?–): baterist englez; interpretează Punk rock; membru al formației anarcho-punk, Omega Tribe.[2]
- James Bowman (?—): chitarist și cântăreț american; interpretează Punk rock și Folk rock; member of band, Against Me! (2000–prezent).[4][5]
- Georges Brassens (1921–1981): cântăreț, compozitor, și chitarist francez; a interpretat folk music.[6]
- Paul Henry Brown (Sept 1961): chitarist englez; a interpretat punk rock și post-punk; fost membru al Stripey Zebras (1980—1981), Autumn Poison (1980—1985), și Love Over Law.[7]
- Bob Brozman (1954—) chitarist american.[8]
- Dunstan Bruce (??—): cântăreț englez; interpretează punk rock; membru al formației anarcho-punk, Chumbawamba.[1]
- Graham Burnett (16/11/1960 - ): baterist englez; a interpretat punk rock și post-punk; fost membru al Stripey Zebras (1980—1981), Autumn Poison (1980—1985), și Love Over Law.[7]

## C
- John Cage (1912–1992): Compozitor american de experimental music.[9]
- Neil Campau (1980—): chitarist și cântăreț american; fost membru al World History și membru actual al formației Electrician[10]
- Daniel Carter (1945—): American saxophonist, flautist, clarinetist, și trumpeter ; interpretează Free jazz.[11]
- Pat Carter (?–): English vocalist; interpretează Punk rock; membru al formației anarcho-punk, Omega Tribe.[2]
- William 'Bill' Corbett: English guitarist; founder of anarchy-punk band The Apostles, Primal Chaos, Luz y Fuerza, The Cannibals, Savage Eden, Pallor and concert promoter at the Wapping Autonomy Centre.
- Holger Czukay (1938—): German composer și bassist. interpretează krautrock și experimental music. Member of the "anarchist community" Can.[12]

## D
- Lance D'Boyle (??–): English drummer; a interpretat punk rock; fost membru al Poison Girls (??-1995).[2]
- Mavis Dillon (??—): English trumpeter; a interpretat punk rock; fost membru al anarcho-punk, Chumbawamba (—1995).[1]
- Peter Dolving : Swedish Vocalist; a interpretat Thrash metal; membru al formației Thrash metal band ;The Haunted
- Dubamix : French electronic music producer; interpretează Dub music (Dubtronica) since 2003.

## E
- Robert Eggplant
- Andrew Eldritch
- Dave Ellesmere (??—): baterist englez; interpretează punk rock; fost membru al Flux Of Pink Indians.[2]
- Emcee Lynx (1980—): Californian rapper și compozitor; interpretează Hip hop și Celtic fusion. Lead vocalist for Beltaine's Fire[13]

## F
- Richard Famous: cântăreț englez și chitarist; a interpretat punk rock; fost membru al Poison Girls (1978–1995).[2]
- Léo Ferré (24 august 1916 - 14 iulie 1993). One of France's most well-known and influential singers, poets and musicians. He was a self-proclaimed anarchist and all his lifelong sang irreverent and highly confrontational songs.
- Neil Ferguson (??—): basist englez și audio engineer; interpretează punk rock; membru al formației Chumbawamba.[1]
- Phil Free (??–): chitarist englez; a interpretat punk rock, hardcore punk, și art punk; fost membru al anarcho-punk, Crass.[2]
- Sheena Fulton (??—): cântăreț englez ; a interpretat punk rock și post-punk; fost membru al Stripey Zebras (1980—1981) și Autumn Poison (1980—1985).[7]

## G
- Graham (??–): baterist englez; interpretează punk rock; fost membru al formației anarcho-punk The Mob (1979–1983).[2]
- Angela Gossow: vocalist german; interpretează melodic death metal; member of metal band Arch Enemy

## H
- Harry Hamer (??—): English drummer; interpretează punk rock; membru al formației anarcho-punk, Chumbawamba.[1]
- Gene Hugh (?–): English  guitarist; interpretează Punk rock; membru al formației anarcho-punk, Omega Tribe.[2]
- Kevin Hunter (??—): chitarist englez; interpretează punk rock; fost membru al Flux Of Pink Indians.[2]
- Eugene Hutz Ukraine cântăreț; cântă gypsy punk, membru al formației Gogol Bordello.

## I
- Steve Ignorant (??–): cântăreț englez; a interpretat punk rock, hardcore punk, și art punk; fost membru al anarcho-punk, Crass, Schwartzeneggar, Stratford Mercenaries, Current 93, și Thought Crime.[2]

## J
- J(E)ssi(E) Willi(A)ms : chitarist, cântăreț, compozitor; interpretează folk punk music.
- Joey Only (—): chitarist și cântăreț; interpretează folk punk music.[14]
- Chris Johnston ("Chris Clavin") (?—): American chitarist, cântăreț, și harmonicist; interpretează pop punk și folk punk music; fost membru al pop-punk band, The Devil Is Electric (2000—2003) and membru actual al formației anarcho-punk/folk punk band Ghost Mice (2002—prezent)[3]
- Hannah Jones (?—): viorist și cântăreț american; interpretează pop punk și folk punk music; fost membru al pop-punk band, The Devil Is Electric (2000—2003) and membru actual al formației anarcho-punk/folk punk band Ghost Mice (2002—prezent)[3]

## K
- Michael Karoli (1948–2001): German chitarist și violinist. a interpretat krautrock și experimental music. fost membru al the "anarchist community" Can.[12]
- Tim Kelly (??—): chitarist englez; interpretează punk rock; fost membru al Flux Of Pink Indians.[2]
- Ian "Lemmy" Kilmister (1945—): cântăreț englez, bassist, guitarist, și harmonicist. interpretează Heavy Metal, Speed metal, Space rock, și Punk rock. He has associated with various acts, including Motörhead, Hawkwind, Ramones, și The Rockin' Vickers.[15]

Keny Arkana

## L
- Lupe Fiasco American Muslim "anarchist" rapper
- Nomy Lamm (1976—): American singer-songwriter; interpretează punk rock, și queercore. The linear notes of her debut album, Anthem, state that she is an anarchist.
- Colin Latter (??—): cântăreț englez; interpretează punk rock; fost membru al Flux Of Pink Indians.[2]
- Eve Libertine (??—): cântăreț englez; a interpretat punk rock, hardcore punk, și art punk; fost membru al anarcho-punk, Crass.[2]
- Jaki Liebezeit (1939—): German drummer. interpretează free jazz, krautrock și experimental music. Member of the "anarchist community" Can,[12] who suggested the backronym "communism, anarchism, nihilism" for the band's name.[16]

## M
- Andy Martin
- Simon Middlehurst (??—): chitarist englez; interpretează punk rock; fost membru al Flux Of Pink Indians.[2]
- Marc Mob (??–): chitarist englez și cântăreț; interpretează punk rock; fost membru al formației anarcho punk, The Mob (1979–1983).[2]

## N
- Nikolas Asimos
- Nil Wright English born 1952 bassist și electric violinist; a interpretat punk rock; fost membru al Poison Girls (1980-1995).[2]
- Danbert Nobacon (1958—): cântăreț englez și keyboardist; interpretează punk rock și folk rock; fost membru al anarcho-punk, Chumbawamba.[1]
- Alice Nutter (??—): cântăreț englez și percussionist; interpretează punk rock; fost membru al anarcho-punk, Chumbawamba.[1]

## O
- Otep Shamaya (1979 -) - An American metal musician, singer/songwriter and lyricist/poet.

## P
- N.A.Palmer (??–): chitarist englez; a interpretat punk rock, hardcore punk, și art punk; fost membru al anarcho-punk, Crass.[2]
- Erik Petersen : Singer, songwriter, and guitarist for Philadelphia anarcho-punk band Mischief Brew.[17]
- Mille Petrozza : German Vocalist; interpretează Thrash metal; membru al formației Thrash metal band ; Kreator
- Utah Phillips (1935–2008): American cântăreț, poet, storyteller și chitarist; a interpretat folk music și spoken word.[18] Retired on 11 octombrie 2007, due to poor health,[19] before passing away on 23 mai 2008.
- Matty Pop Chart (?—): American accordionist și drummer; interpretează folk punk music; occasional membru al formației anarcho-punk/folk punk band Ghost Mice (2002—prezent).[3]
- Josef Porta (??–): chitarist englez, drummer, și cântăreț; interpretează punk rock; fost membru al formației anarcho punk, The Mob (1979–1983), Blyth Power (1983–), și Zounds (1977–1982, 2001–prezent).[2]
- Promoe (1976—): Swedish rapper; performs hip hop; member of rap group Looptroop.[20]
- Neil Puncher (??—): chitarist englez; interpretează punk rock; fost membru al Flux Of Pink Indians.[2]

## R
- Bernhardt Rebours (??–): basist, sintezor și pianist englez; a interpretat punk rock; fost membru al Poison Girls (??-1995).[2]
- Lily Richeson (?—): American cellist; interpretează folk punk music; occasional membru al formației anarcho-punk/folk punk band Ghost Mice (2002—prezent).[3]
- Penny Rimbaud (??–): English drummer; a interpretat punk rock, hardcore punk, și art punk; fost membru al formației anarcho-punk Crass.[2]
- David Rovics (1967–): American cântăreț, chitarist, și compozitor; interpretează folk music.[21]

## S
- Chicho Sánchez Ferlosio (1940 – 2003) cantautor militant spaniol de de stânga; a evoluat în timp de la comunism la anarhism.
- Timothy Laszlo Sandor (1974—) a.k.a. "Platinum Bitch" : American experimental / indie folk composer and engineer. Great nephew of Hungarian-American pianist, Gyorgy Sandor. Fouding member of the Philadelphia-based music collective, Leader Clears the Lunar.
- Irmin Schmidt (1937—): clapist german. Interpretează krautrock și experimental music și composes film scores. membru al formației Can who described the group as an "anarchist community".[12]
- Andrew Seward : bassist și cântăreț american; interpretează Punk rock și Folk rock; membru al formației anarcho-punk, Against Me! (2002–prezent).[4][5]
- Andy Smith (??—): chitarist englez; interpretează punk rock; fost membru al Flux Of Pink Indians.[2]
- Sole: American rapper and producer.[22]
- Scott Sturgeon: Also known as Stza Crack of the New York City formației anarcho-punk Leftöver Crack.
- Vi Subversa (1935–): cântăreț englez, compozitor, și chitarist; a interpretat punk rock; fost membru al Poison Girls (??-1995).[2]

## T
- Tom Morello: (born 1964) chitarist american, cunoscut pentru colagorarea cu Rage Against the Machine, Audioslave, The Nightwatchman.
- Terence McKenna:
- Scott Thomas (?–): baterist englez; interpretează Punk rock; membru al formației anarcho-punk, Omega Tribe.[2]
- Tõnu Trubetsky (born 1963): Estonian singer and poet; interpretează punk rock; member of punk band Vennaskond.
- Kevin Tucker (??—): American vocalist and guitarist of the anarcho-primitivist death metal band Peregrine.[23]

## V
- Gee Vaucher (??–): pianist englez; a interpretat punk rock, hardcore punk, și art punk; fost membru al anarcho-punk, Crass.[2]
- Joy De Vivre (??–): cântăreț englez; a interpretat punk rock, hardcore punk, și art punk; fost membru al anarcho-punk, Crass.[2]

## W
- Jason Walsh (?–): chitarist englez; interpretează Punk rock; membru al formației anarcho-punk, Omega Tribe.[2]
- Lou Watts (??—): cântăreț și keyboardist englez; interpretează punk rock; membru al formației anarcho-punk, Chumbawamba.[1]
- Aaron Weaever: baterist, keyboardist, basist, și chitarist al formației black metal Wolves in the Throne Room
- Nathan Weaver: vocalist și chitarist al Wolves in the Throne Room
- Greg Wells (?—): American vocalist (described as "howling and breathing"); interpretează folk punk music; occasional membru al formației anarcho-punk/folk punk band Ghost Mice (2002—prezent).[3]
- Boff Whalley (??—): chitarist și cântăreț englez; interpretează punk rock; membru al formației anarcho-punk, Chumbawamba.[1]
- Chris Willsher (born 1971): baterist englez, cântăreț, compozitor; interpretează punk rock; membru al formației Bus Station Loonies și fost membru al Oi Polloi și Disorder (band)
- Martin Wilson (??—): baterist englez; interpretează punk rock; fost membru al Flux of Pink Indians.[2]
- Pete Wright (??–): baterist și cântăreț englez; a interpretat punk rock, hardcore punk, și art punk; fost membru al anarcho-punk, Crass.[2]

## Y
- Curtis Youé (??–): baterist englez; interpretează punk rock; fost membru al formației anarcho punk, The Mob (1979–1983) și Blyth Power (1983–??).[2]
- Thom Yorke (1968–): muzician englez, cantautor, vocalist și compozitor principal al formației rock Radiohead.[24]